# ديزة قوقعية
ديزة قوقعية (الاسم العلمي:Disa cochlearis) هي نوع من النباتات تتبع جنس الديزة من الفصيلة السحلبية.